# Hans Zingre
Hans Zingre (3 febbraio 1946) è un ex sciatore alpino svizzero.

## Biografia
Sciatore polivalente originario di Gstaad, in Coppa del Mondo Zingre esordì il 6 gennaio 1967 a Berchtesgaden in slalom gigante, senza completare la prova, ottenne il primo piazzamento il 5 febbraio seguente a Madonna di Campiglio in slalom speciale (37º), il primo piazzamento a punti il 24 febbraio 1968 a Chamonix in discesa libera (9º) e i migliori risultati l'11 gennaio 1969 a Wengen in discesa libera e il 14 gennaio 1973 nella medesima località in slalom speciale (8º); si ritirò al termine di quella stessa stagione 1972-1973 e la sua ultima gara fu lo slalom gigante di Coppa del Mondo disputato il 24 marzo a Heavenly Valley, chiuso da Zingre al 13º posto. Non prese parte a rassegne olimpiche o iridate.

## Palmarès

### Coppa del Mondo
- Miglior piazzamento in classifica generale: 41º nel 1969

### Campionati svizzeri
- 1 oro (slalom gigante  nel 1971)[senza fonte]